# Brusly
Brusly – miasto w Stanach Zjednoczonych, w stanie Luizjana, w parafii West Baton Rouge.